# 电纳
电纳（Susceptance），在电力电子学中被定义为电抗的倒数，是导纳的虚数部分，按性质可分为容纳和感纳。电纳的物理表达符号为B，单位是西门子，简称西（S）。

## 公式
定义电纳的一般方程为：
{\displaystyle Y=G+jB\,}
其中：
Y是导纳，单位为西门子；
G是电导，单位为西门子；
j是虚数单位；
B是电纳，单位为西门子。
整理，得：
{\displaystyle B={\frac {Y-G}{j}}}.
但由于
{\displaystyle {\frac {1}{j}}={\frac {j}{j\cdot j}}={\frac {j}{-1}}=-j},
我们便得：
{\displaystyle B=-j\cdot (Y-G)}.
导纳（Y）是阻抗（Z）的倒数。
{\displaystyle Y={\frac {1}{Z}}={\frac {1}{R+jX}}=\left({\frac {R}{R^{2}+X^{2}}}\right)+j\left({\frac {-X}{R^{2}+X^{2}}}\right)\,}
或者：
{\displaystyle B=Im(Y)=\left({\frac {-X}{R^{2}+X^{2}}}\right)}
其中
{\displaystyle Z=R+jX\,}
Z是阻抗，单位为欧姆；
R是电阻，单位为欧姆；
X是电抗，单位为欧姆。
电纳是导纳的虚数部分。
导纳的大小为：
{\displaystyle \left|Y\right|={\sqrt {G^{2}+B^{2}}}\,}
| 導抗 | 導抗      | 導抗      | 導抗      | 導抗        |
|      | 實數      | 虛數      | 複數      | 單位        |
| ---- | --------- | --------- | --------- | ----------- |
| 導性 | 電導（G） | 電納（B） | 導納（Y） | 西門子（S） |
| 抗性 | 电阻（R） | 電抗（X） | 阻抗（Z） | 歐姆（Ω）   |